# Goniothalamus montanus
Goniothalamus montanus är en kirimojaväxtart som beskrevs av James Sinclair.
Goniothalamus montanus ingår i släktet Goniothalamus och familjen kirimojaväxter. IUCN kategoriserar arten globalt som sårbar. Inga underarter finns listade i Catalogue of Life.